# Marin Moraru
Marin Moraru (n. 31 ianuarie 1937, București, România – d. 21 august 2016, București, România) a fost un actor român de film, radio, teatru, televiziune și voce.

## Biografie
Marin Moraru s-a născut la data de 31 ianuarie 1937 în București și s-a stins din viață la 21 august 2016, la București (Spitalul Elias). A absolvit Institutul de Artă Teatrală și Cinematografică „I.L.Caragiale” în anul 1961, la clasa profesor Dina Cocea, având ca examen de diplomă rolul Agamiță Dandanache din piesa O scrisoare pierdută de I.L. Caragiale.
După absolvirea facultății, a activat ca actor pe scenele de la Teatrul Tineretului (1961-1964), apoi la Teatrul de Comedie (1965-1968), la Teatrul „Lucia Sturdza Bulandra” (1968-1971) și la Teatrul Național „Ion Luca Caragiale” (1971-1974).
După o perioadă în care a predat în calitate de conferențiar universitar la I.A.T.C. București (1974-1980), s-a reîntors în anul 1980 la Teatrul Național „I.L. Caragiale”. Din anul 2002 a fost societar de onoare al Teatrului Național din București.

## Piese de teatru
- Pigulete plus cinci fete de C. Bratu
- Chirița în provincie de Vasile Alecsandri
- Ocolul Pământului de P. Kohout
- Umbra de E. Swartz
- Troilus și Cresida de William Shakespeare
- Capul de rățoi de George Ciprian
- D'ale carnavalului de Ion Luca Caragiale
- Nepotul lui Rameau de Diderot
- Transplantarea inimii necunoscute de A. Marodin
- Leonce și Lenav de G. Buchner
- Un fluture pe lampă de Paul Everac
- Trei frați gemeni din Veneția de A. Mattiuzzi
- Ultima oră de Mihail Sebastian
- O noapte furtunoasă de I.L. Caragiale
- Saragosa
- Romulus cel Mare de Friedrich Dürrenmatt
- Gaițele de Alexandru Kirițescu
- Fundația de Valeho
- O scrisoare pierdută de I.L. Caragiale
- Așteptându-l pe Godot de Samuel Beckett
- Harap Alb de Radu Ițcuș
- Azilul de noapte de Maxim Gorki
- Take, Ianke și Cadîr de Victor Ion Popa
- Crimă pentru pământ, dramatizare de Grigore Gonța după romanul omonim al lui Dinu Săraru
- Egoistul de Jean Anouilh
- Femeia îndărătnică de William Shakespeare
- Piscina de la miezul nopții de Peter Karvas

## Filmografie
- Haiducii (1966)
- Un film cu o fată fermecătoare (1967)
- Maiorul și moartea (1967)
- Răpirea fecioarelor (1968)
- Răzbunarea haiducilor (1968)
- Felix și Otilia (1972) - dublaj de voce Costache Giurgiuveanu
- Un comisar acuză (1974) - comisarul Ghiță Petrescu
- Un zâmbet pentru mai târziu (1974)
- Actorul și sălbaticii (1975) - majordomul Vasile
- Filip cel bun (1975)
- Toamna bobocilor (1975) - Toderaș
- Elixirul tinereții (1975)
- Operațiunea Monstrul (1976) - Corneliu
- Pintea (1976) - dublaj de voce Bălan
- Tufă de Veneția (1977)
- Iarna bobocilor (1977) - Toderaș
- Cianura... și picătura de ploaie (1978) - dr. Grecea
- Stop cadru la masă (1980) - dublaj de voce Filip Halunga
- Concurs (1982)
- Faleze de nisip (1983)
- Ringul (1984) - Tom
- Zbor periculos (1984)
- Masca de argint (1985) - boierul Vâlcu
- Vară sentimentală (1986) - brigadierul Ioan Stroe
- Cuibul de viespi (1987)
- În fiecare zi mi-e dor de tine (1988)
- Chirița în Iași (1988)
- Amen (2002) - Fotograful
- Iubire ca în filme (2006) - Petre Varga (decedat)
- Inimă de țigan (2007) - Cristofor
- Regina (2008) - Cristofor
- Aniela (2009) - Costică
- Iubire și Onoare (2010) - Mohamed
- Pariu cu viața (2011) - Silviu „Bunicu” Crăciun
- O nouă viață (2014) - Silviu „Bunicu” Crăciun

## Publicații
- Suntem ce sunt amintirile noastre, Editura ALL, 2013 [4]

## Distincții
- În 2008 a primit titlul de Doctor Honoris Causa al Universității de Artă Teatrală și Cinematografică (UNATC) cu ocazia aniversării instituției.[5]
- Premiul Gopo al Asociației pentru promovarea Filmului Românesc, ediția a 3-a, 2009, pentru întreaga carieră.[6]
- În 2012 a primit o stea pe „Aleea Celebrităților” din București (Piața Timpului).[3]
- Premiul de Excelență al Festivalului Internațional de Film Transilvania TIFF 2015 pentru întreaga activitate.[7]

### Decorații
- Ordinul național „Serviciul Credincios” în grad de Mare Ofițer (1 decembrie 2000) „pentru realizări artistice remarcabile și pentru promovarea culturii, de Ziua Națională a României”[8]
- Ordinul Național Serviciul Credincios în grad de Mare Cruce (2008)

### Interviuri
- Doi pentru eternitate: Marin Moraru si Florin Piersic, Silvia Kerim, Formula AS - anul 2009, numărul 855
- Marin Moraru, la 74 de ani: „Vulgaritatea a devenit normalitate. Este imposibil ca eu să trăiesc în această cloacă", 2 februarie 2011, Maridana Arsene, Adevărul
- 77 de lucruri pe care le-a învățat Marin Moraru până la 77 de ani, 31 ianuarie 2014, Dan Boicea, Ziarul Metropolis
- INTERVIU. Actorul Marin Moraru explică de ce s-a izolat: „Filmul românesc e plin de beep-uri. De-aia nu mai joc“, 9 iunie 2015, Florin Ghioca, Adevărul